# Courcelles-sous-Moyencourt
Courcelles-sous-Moyencourt é uma comuna francesa na região administrativa de Altos da França, no departamento de Somme. Estende-se por uma área de 6,78 km². Em 2010 a comuna tinha 147 habitantes (densidade: 21,7 hab./km²).